# Kurt Lischka
Kurt Lischka (16 de agosto de 1909 - 16 de mayo de 1989) fue un oficial de las SS con el grado de Obersturmbannführer y jefe de la Gestapo en París en la Francia ocupada desde 1940. Durante la Segunda Guerra Mundial, se encargó de la planificación y la supervisión de la deportación y subsecuente aniquilación de 73.000 judíos y otros "indeseables" desde Francia al Tercer Reich.

## Carrera en el Tercer Reich
Hijo de un funcionario de banco, Lischka estudió derecho y ciencia política en Breslavia y Berlín. Empezó a trabajar en juzgados distritales y en la Corte provincial de apelaciones de Breslavia.
Lischka se unió a las SS el 1 de junio de 1933. Alcanzó el rango de mayor cinco años después y el de lugarteniente el 20 de abril de 1942. El 1 de septiembre de 1935, se asimiló en la Gestapo y, en enero de 1940, fue nombrado jefe de la Gestapo en Colonia. En noviembre de 1940, fue trasladado a la Francia ocupada, donde se convirtió en sustituto de Helmut Knochen, quien era comandante de la Gestapo en la Francia ocupada de 1940 a 1944. 
Lischka se había especializado en la "cuestión judía" desde 1938, cuando se encargó de Referat IVB (Oficina de Asuntos Judíos) en la Gestapo. A fines de 1938, había sido nombrado jefe del Centro para la emigración judía en Berlín y, durante la Segunda Guerra Mundial, se ocupó de la deportación de judíos franceses a los campos de concentración en la Alemania nazi.

## Detención en los años 70
Gracias a la búsqueda y trabajo de Beate Klarsfeld se le encontró en Colonia y en 1971 pudo ser juzgado y condenado en Francia.